# Matchless G50
La Matchless G50 è una motocicletta da competizione realizzata dalla casa motociclistica inglese Matchless dal 1958 al 1963.

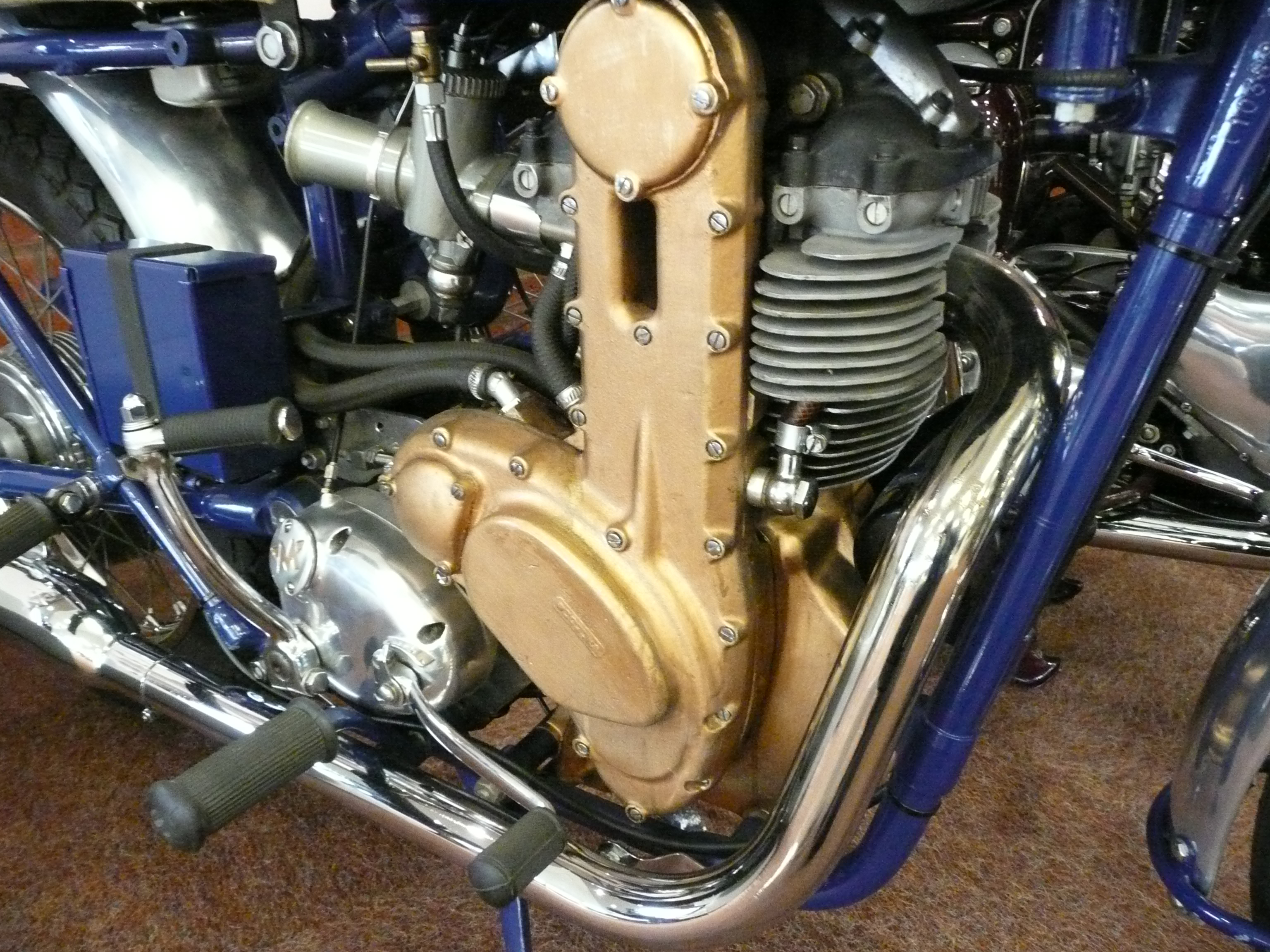

Realizzata dalla britannica Associated Motorcycles (AMC) negli ex stabilimenti Matchless di Plumstead a Londra, venne sviluppata nel 1958 utilizzando come base tecnica l'AJS 7R da 350 cc, alla quale fu aumentata la cilindrata a 500 cc. Sebbene meno potente della sua principale concorrente, la Norton Manx, la G50 si dimostrò altamente competitiva e più veloce nelle curve.
Vennero prodotti 180 esemplari.
A causa dei problemi finanziari della AMC, la produzione venne interrotta nel 1963.